# Hypolestes
Hypolestes es un género de odonatos zigópteros, el único de la familia Hypolestidae. Se distribuyen por las Antillas Mayores.

## Especies
En Hypolestes se reconocen tres especies:
- Hypolestes clara (Calvert, 1891)
- Hypolestes hatuey Torres-Cambas, 2015
- Hypolestes trinitatis (Gundlach, 1888)